# One Day in Your Life
„One Day in Your Life” este un cântec al interpretei americane Anastacia. Piesa este inclusă pe cel de-al doilea album de studio al solistei, Freak of Nature, fiind lansată ca cel de-al doilea extras pe single în majoritatea teritoriilor, cu excepția Statelor Unite ale Americii, unde a servit drept primul single al discului.
Înregistrarea a fost interpretată de artistă în timpul unor spectacole precum gala premiilor olandeze Edison Awards, VH1 Divas sau Comet Awards. Percepția asupra compoziției a fost majoritar pozitivă, fiind descris de Allmusic drept „o versiune rock a unui clasic disco uitat”. Împrumutând elemente dintr-o serie de genuri și stiluri muzicale, precum rock, dance sau disco, „One Day in Your Life” a fost comparat cu șlagărul de debut al Anastaciei, „I'm Outta Love”, ambele fiind produse de Ric Wake și Sam Watters. Videoclipul adiacent cântecului a fost regizat de Dave Meyers, care a colaborat anterior cu artiști precum Enrique Iglesias, Jennifer Lopez, P!nk, Shakira sau Usher.
Compoziția s-a bucurat de succes într-o serie de ierarhii europene, devenind un nou succes pentru Anastacia. În acest sens, „One Day in Your Life” a avansat până pe locul secund în Ungaria și poziția cu numărul cinci în Elveția, în timp ce în alte țări precum Austria, Germania, Italia, Olanda sau Spania a câștigat clasări de top 10. Mai mult, cântecul a devenit cel mai bine clasat disc single al solistei în Regatul Unit de după lansarea înregistrării „Not That Kind”, ambele câștigând treapta cu numărul unsprezece. Piesa a devenit și prima compoziție a artistei ce ocupă prima poziție în Billboard Hot Dance Club Play, obținând clasări notabile și în alte ierarhii compilate de Billboard.

## Informații generale și compunere
Cântecul a fost produs de Sam Watters și Louis Biancaniello și scris alături de Anastacia, el fiind inclus pe cel de-al doilea album de studio al interpretei, Freak of Nature. Solista s-a reunit cu Watters și Biancaniello în scopul de a conlucra din nou, în urma succesului întâmpinat de colaborările lor anterioare, mai exact, „I'm Outta Love” și „Made for Lovin' You”. Piesa a fost lansată ca cel de-al doilea extras pe single al discului Freak of Nature în majoritatea teritoriilor, cu excepția Statelor Unite ale Americii, unde compoziția a servit drept primul extras pe single. De asemenea, „One Day in Your Life” a fost comparat cu șlagărul de debut al artistei — „I'm Outta Love” — preponderent datorită influențelor de muzică disco. Mai mult, după lansarea sa, „One Day in Your Life” a devenit una dintre cele mai cunoscute înregistrări ale sale.

## Structură muzicală și versuri
„One Day in Your Life” este un cântec pop scris într-o tonalitate minoră. Înregistrarea prezintă o serie de elemente specifice altor genuri muzicale, printre care muzica rock, dance și (în special) disco. Ritmul melodiei vocale conține un număr restrâns de sincope, prezentând totodată armonii vocale subtile. De-a lungul compoziție nu sunt secțiuni instrumentale prea lungi, însă sunt încorporate elemente de sintetizator. Instrumentalul include chitară și pian, în timp ce suportul vocal este oferit în totalitate de soprana dramatică Anastacia, interpretarea sa fiind dublată prin supraînregistrare, fiind descrisă și ca „specifică” artistei. Subiectul cântecului face referire la o relație încheiată, care o determină pe interpretă să devină mai puternică.

## Recenzii
Jose F. Promis de la Allmusic a încadrat cântecul în categoria „momentelor strălucitoare” ale albumului, afirmând că „dramaticul «One Day in Your Life» urmează formula șlagărului său precedent, «I'm Outta Love», dar mai bine cu o voce epică și mai ridicată și sună ca o versiune rock a unui clasic disco uitat”. Mark Bautz de la Entertainment Weekly a fost de părere că piesa este una „ușor retro”, în timp ce Sal Cinquemani de la Slant Magazine a descris înregistrarea drept o compoziție „disco sentimentală”. De asemenea, Sion Smith de la Counter Culture a felicitat întregul album, incluzând „One Day in Your Life” în categoria cântecelor de pe albumul de proveniență ce ar merita statutul de extras pe single, alături de piesa omonimă titlului, „Freak of Nature” și deja promovatul „Paid My Dues”. Mai mult, în recenzia realizată albumului retrospectiv Pieces of a Dream, Dan Gennoe de la Yahoo! Music a avut o opinie similară, afirmând că atât „One Day in Your Life”, cât și primele două discuri single ale Anastaciei, „I'm Outta Love” și „Not That Kind” fac pate dintre cele mai bune compoziții ale materialului. UK Mix a prezentat recenzii diferite, prima opinie fiind una pozitivă, cântecului fiindu-i acordate cinci puncte dintr-un total de cinci, editorul aducând în atenție și suportul pe care l-a primit compoziția de la posturile de radio din Regatul Unit. În cadrul celei de-a doua prezentări, recenzorul a fost de părere că — deși „One Day in Your Life” „nu este sub nicio formă un cântec slab” — pe albumul Freak of Nature există o serie de înregistrări superioare, oferind drept exemplu piesa „Why'd You Lie to Me”.

## Promovare
Cântecul a fost interpretat de Anastacia cu numeroase ocazii. Una dintre cele mai notabile prezentări ale cântecului o constituie cea de pe scena premiilor olandeze Edison Awards de pe data de 27 februarie 2002, unde solista a câștigat și un trofeul, la categoria „Cea mai bună cântăreață internațională”. De asemenea, artista a interpretat înregistrarea și în timpul spectacolului VH1 Divas din anul 2002, eveniment la care au fost prezente — printre altele — soliste precum Celine Dion, Cher sau Shakira. Anastacia a susținut și un duet alături de Dion, cele două aducând în atenția publicului compoziția „You Shook Me All Night Long” al formației AC/DC. Pe 9 aprilie 2002, solista a fost prezentă la emisiunea australiană Rove Live, unde și-a promovat atât discul single, cât și albumul de proveniență, Freak of Nature. Ulterior, în luna august a aceluiași an, prezentă la ceremonia de decernare a trofeelor Comet Awards (Germania), cântăreața a interpretat un colaj de melodii, ce conținea alături de „One Day in Your Life” și piesa „Why'd You Lie to Me”. De asemenea, pe data de 2 decembrie Anastacia a prezentat al doilea extras pe single de pe Freak of Nature în timpul evenimentului The Royal Variety, la care au mai participat soliști cunoscuți precum Enrique Iglesias, Kylie Minogue sau Shania Twain. Alte prezentări s-au materializat și în Germania, Regatul Unit sau Statele Unite ale Americii în timpul unor emisiuni precum Wetten, dass..?, Top of the Pops și, respectiv, Live with Regis and Kelly. Mai mult, solista a inclus cântecul pe lista înregistrărilor prezentate în cadrul turnenului său Live at Last, însă nu a fost adăugat și pe DVD-ul oficial al seriei de concerte. „One Day in Your Life” a fost interpretat și în timpul turneului de promovare a albumului Heavy Rotation. În timpul spectacolului susținut la București, în România, artista a întâmpinat probleme în prezentarea cântecului, însă solista l-a interpretat din nou la finele recitalului, întregul eveniment primind recenzii pozitive.

## Ordinea pieselor pe disc
| Nr.                                    | Titlul                       | Durată |
| -------------------------------------- | ---------------------------- | ------ |
| Descărcare digitală                    |                              |        |
| 01.                                    | „One Day in Your Life” [A]   | 3:27   |
| Disc single distribuit în Regatul Unit |                              |        |
| 01.                                    | „One Day in Your Life” [B]   | 3:26   |
| 02.                                    | „One Day in Your Life” [C]   | 7:40   |
| 03.                                    | „One Day in Your Life” [D]   | 7:44   |
| 04.                                    | „One Day in Your Life” [E]   | 3:24   |
| Maxi single distribuit în Europa       |                              |        |
| 01.                                    | „One Day in Your Life” [B]   | 3:26   |
| 02.                                    | „One Day in Your Life” [C]   | 8:48   |
| 03.                                    | „One Day in Your Life” [F]   | 7:14   |
| 04.                                    | „One Day in Your Life” [D]   | 7:44   |
| 05.                                    | „One Day in Your Life” [G]   | 5:58   |
| Disc single distribuit în Europa       |                              |        |
| 01.                                    | „One Day in Your Life” [B]   | 3:26   |
| 02.                                    | „One Day in Your Life” [C]   | 8:48   |
| Disc de vinil distribuit în S.U.A.     |                              |        |
| 01.                                    | „One Day in Your Life” [H]   | 10:32  |
| 02.                                    | „One Day in Your Life” [III] | 5:20   |
| 03.                                    | „One Day in Your Life” [C]   | 8:48   |
| 04.                                    | „One Day in Your Life” [F]   | 7:14   |
| 05.                                    | „One Day in Your Life” [J]   | 7:47   |
| 06.                                    | „One Day in Your Life” [K]   | 6:39   |
| 07.                                    | „One Day in Your Life” [D]   | 7:44   |
| 08.                                    | „One Day in Your Life” [G]   | 5:58   |

| Nr.                                   | Titlul                     | Durată |
| ------------------------------------- | -------------------------- | ------ |
| Disc promoțional distribuit în S.U.A. |                            |        |
| 01.                                   | „One Day in Your Life” [B] | 3:48   |
| 02.                                   | „One Day in Your Life” [A] | 3:26   |
| Disc single distribuit în Australia   |                            |        |
| 01.                                   | „One Day in Your Life” [B] | 3:29   |
| 02.                                   | „One Day in Your Life” [L] | 3:42   |
| 03.                                   | „One Day in Your Life” [D] | 7:46   |
| 04.                                   | „One Day in Your Life” [C] | 7:40   |
| 05.                                   | „One Day in Your Life” [E] | 3:24   |
| Disc single distribuit în Japonia     |                            |        |
| 01.                                   | „One Day in Your Life” [B] | 3:26   |
| 02.                                   | „Bad Girls” [M]            | 4:14   |
| 03.                                   | „One Day in Your Life” [N] | 3:40   |
| 04.                                   | „One Day in Your Life” [G] | 6:00   |
| Disc single distribuit în Brazilia    |                            |        |
| 01.                                   | „One Day in Your Life” [B] | 3:26   |
| 02.                                   | „One Day in Your Life” [C] | 7:49   |
| 03.                                   | „One Day in Your Life” [N] | 3:40   |
| 04.                                   | „One Day in Your Life” [F] | 7:09   |
| 05.                                   | „One Day in Your Life” [D] | 7:43   |
| 06.                                   | „One Day in Your Life” [G] | 6:00   |
| Disc cu remixuri distribuit în Spania |                            |        |
| 01.                                   | „One Day in Your Life” [N] | 3:40   |
| 02.                                   | „One Day in Your Life” [A] | 3:26   |

Specificații
| - A ^ Versiunea europeană. - B ^ Versiunea de pe albumul de proveniență, Freak of Nature. - C ^ Remix „M*A*S*H Classic Mix”. - D ^ Remix „Almighty Mix”. - E ^ Videoclipul cântecului „One Day in Your Life”. - F ^ Remix „M*A*S*H Dub Mix”. - G ^ Remix „Almighty Dub”. | - H ^ Remix „Hex Hector/Mac Quayle Club Mix”. - III ^ Remix „Hex Hector/Mac Quayle Dub Mix”. - J ^ Remix „Eric Kupper Club Mix”. - K ^ Remix „Eric Kupper Dub Mix”. - L ^ Remix „M*A*S*H Radio Mix #2”. - M ^ Versiune live; alături de Jamiroquai. - N ^ Remix „M*A*S*H Radio Edit”. |

## Videoclip
Materialul promoțional filmat pentru cântecul „One Day in Your Life” a fost regizat de Dave Meyers, care a colaborat anterior cu artiști precum Enrique Iglesias („Be With You”), Jennifer Lopez („I'm Gonna Be Alright", „I'm Real”), P!nk („Most Girls”, „Get the Party Started”), Shakira („Objection (Tango)”) sau Usher („U Remind Me”). Videoclipul a fost filmat în Los Angeles, California și Santa Monica, California timp de două zile — pe 16 și 17 ianuarie 2002. Videoclipul debutează cu prezentarea Anastaciei într-o încăpere în timp ce servește micul dejun și interpretează prima strofă. Ulterior, acțiunea se mută într-o curte, unde solista este surprinsă într-un costum de baie, fiind așezată pe un șezlong în timp ce urmărește activitățile celorlalți participanți. Ultima parte a materialului este filmată pe o plajă, unde se desfășoară o serie de activități sportive, Anastacia fiind afișată în fața unei rampe de biciclete. Cântecul beneficiază de două versiuni ale scurtmetrajului, una pentru Statele Unite ale Americii și una pentru restul lumii, diferențele între cele două nefiind semnificative. Videoclipul a fost inclus atât pe unele ediții ale discului single „One Day in Your Life”, cât și pe albumul video The Video Collection — unde se regăsesc ambele versiuni.

## Prezența în clasamente
Înregistrarea a a activat în majoritatea clasamentelor din Europa și Oceania, devenind un nou șlagăr pentru Anastacia. În acest sens, „One Day in Your Life” a debutat pe locul treisprezece în clasamentul australian compilat de ARIA, avansând până pe treapta cu numărul șase la doar șapte zile distanță. Astfel, cântecul a marcat revenirea în top 10 a solistei în acest teritoriu, ajutând materialul de proveniență să revină în listele de specialitate pentru mai multe săptămâni consecutive. Discul s-a comercializat în peste 35.000 de exemplare în Australia, primind un disc de aur și devenind cel mai mare succes de pe albumul Freak of Nature. În mod similar, în Noua Zeelandă a câștigat poziții de top 20, ajungând și aici cel mai cunoscut extras pe single al materialului. De asemenea, în Statele Unite ale Americii, compoziția s-a bucurat de succes în clasamentul Billboard Hot Dance Club Play, unde a câștigat prima poziție, această reușită aducându-i Anastaciei prima poziționare în vârful unei ierarhii compilate de revista Billboard. Simultan, „One Day in Your Life” a activat și într-o serie de liste secundare, însă nu a reușit să debuteze în ierarhia principală — Billboard Hot 100. În toate cele trei țări cântecul s-a dovedit a fi cel mai mare succes al albumului de proveniență, în cadrul ierarhiilor din Oceania reprezentând o revenire între primele poziții ale clasamentelor de specialitate după performanțele modeste obținute de predecesorul său, „Paid My Dues”.
La nivel european, „One Day in Your Life” s-a bucurat de succes, câștigând poziții înalte în lista European Hot 100, publicată de Billboard, care contorizează cele mai populare înregistrări de pe teritoriul acestui continent. Înregistrarea a câștigat aprecieri într-o serie de regiuni, cel mai bună plasare fiind consemnată în ierarhia maghiară Mahasz, unde s-a poziționat pe locul secund. Un succes similar a fost experimentat și în Elveția, unde după un debut pe poziția a opta, piesa a devenit al treilea șlagăr de top 5 al Anastaciei în lista Media Control. Mai mult, în țări precum Austria sau Germania, „One Day in Your Life” a avansat până pe treapta cu numărul nouă, în timp ce în Italia a devenit al patrulea șlagăr de top 10 al solistei. Cu toate acestea, în regiuni precum Franța sau Valonia, înregistrarea a atins poziții modeste comparativ cu predecesorul său, „Paid My Dues”. În Regatul Unit, „One Day in Your Life” a debutat pe locul unsprezece, fiind a treia cea mai bună intrare în ierarhia UK Singles Chart datată din 6 aprilie 2002, rezistând în clasament timp de nouă săptămâni. Mai mult, în România, cântecul s-a bucurat de succes, dovedindu-se un bun predecesor pentru „Paid My Dues”, care a câștigat locul trei în Romanian Top 100. Astfel, după un debut pe locul patruzeci și șase, piesa a avansat în top 40 în cea de-a doua săptămână, ajungând să ocupe treapta cu numărul doisprezece câteva săptămâni mai târziu.

## Clasamente
| Țară (clasament)                      | Poziția maximă | Referință |
| ------------------------------------- | -------------- | --------- |
| Australia (ARIA)                      | 6              | [ 56 ]    |
| Austria (Ö3 Austria Top 40)           | 9              | [ 18 ]    |
| Belgia — Flandra (Ultratop)           | 18             | [ 71 ]    |
| Belgia — Valonia (Ultratop)           | 28             | [ 66 ]    |
| Danemarca (Tracklisten)               | 15             | [ 72 ]    |
| Elveția (Media Control)               | 5              | [ 17 ]    |
| Europa (Billboard — European Hot 100) | 3              | [ 63 ]    |
| Finlanda (YLE)                        | 14             | [ 73 ]    |
| Franța (SNEP)                         | 27             | [ 74 ]    |
| Germania (Media Control)              | 9              | [ 19 ]    |
| Irlanda (IRMA)                        | 15             | [ 75 ]    |
| Italia (FIMI)                         | 7              | [ 20 ]    |
| Norvegia (VG Lista)                   | 11             | [ 76 ]    |

| Țară (clasament)                       | Poziția maximă | Referință     |
| -------------------------------------- | -------------- | ------------- |
| Noua Zeelandă (RIANZ)                  | 15             | [ 59 ]        |
| Olanda (Dutch Top 40)                  | 8              | [ 21 ]        |
| Olanda (Dutch Mega Top 100)            | 15             | [ 77 ]        |
| Regatul Unit (UK Singles Chart)        | 11             | [ 23 ]        |
| România (Romanian Top 100)             | 12             | [ 70 ]        |
| Spania (Top 40 Charts)                 | 10             | [ 22 ]        |
| Suedia (Sverigetopplistan)             | 16             | [ 78 ]        |
| S.U.A. (Billboard Hot Dance Club Play) | 1              | [ 25 ] [ 26 ] |
| S.U.A. (Billboard Top Mainstream)      | 30             | [ 25 ] [ 26 ] |
| S.U.A. (Billboard Top 40 Tracks)       | 40             | [ 26 ]        |
| Ungaria (Single «Track» Top 20)        | 2              | [ 16 ]        |
| United World Chart                     | 5              | [ 79 ]        |

## Versiuni existente
| - „One Day in Your Life” (versiunea europeană) - „One Day in Your Life” (versiunea de pe albumul Freak of Nature) - „One Day in Your Life” (remix „M*A*S*H Classic Mix”) - „One Day in Your Life” (remix „Almighty Mix”) - „One Day in Your Life” (remix „M*A*S*H Dub Mix”) - „One Day in Your Life” (remix „Almighty Dub”) | - „One Day in Your Life” (remix „Hex Hector/Mac Quayle Club Mix”) - „One Day in Your Life” (remix „Hex Hector/Mac Quayle Dub Mix”) - „One Day in Your Life” (remix „Eric Kupper Club Mix”) - „One Day in Your Life” (remix „Eric Kupper Dub Mix”) - „One Day in Your Life” (remix „M*A*S*H Radio Mix #2”) - „One Day in Your Life” (remix „M*A*S*H Radio Edit”) |

## Personal
Sursă:
- David Massey - A&R
- Pete Karam - sunetist
- Andrew Selluss, Nick Howard - sunetiști asistenți
- Lisa Braudé - producător executiv
- Dameon Aranda - chitarist
- Anastacia - versuri, voce
- Sam Watters - versuri, voce de fundal
- Louis Biancaniello - versuri, mixaj, claviatură

## Datele lansărilor
| Țara                       | Data lansării     | Casă de discuri | Format              | Referințe |
| -------------------------- | ----------------- | --------------- | ------------------- | --------- |
| Germania                   | 25 februarie 2002 | Epic Records    | disc single         | [ 1 ]     |
| Germania                   | 13 martie 2002    | Epic Records    | disc de vinil       | [ 81 ]    |
| Regatul Unit               | 25 martie 2002    | Epic Records    | disc single         | [ 82 ]    |
| Franța                     | 26 aprilie 2002   | Epic Records    | disc single         | [ 83 ]    |
| Franța                     | 14 mai 2002       | Epic Records    | descărcare digitală | [ 84 ]    |
| Japonia                    | 10 iulie 2002     | Epic Records    | disc single         | [ 85 ]    |
| Statele Unite ale Americii | 12 iulie 2002     | Epic Records    | disc single         | [ 86 ]    |
| Statele Unite ale Americii | 20 august 2002    | Epic Records    | disc de vinil       | [ 4 ]     |

## Certificări și vânzări
| \| Țara/ clasament \| Vânzări/ puncte \| Certificare \| Referințe \| \| ------------------ \| --------------- \| ----------- \| --------- \| \| Australia \| +35.000 \| \| [58] \| \| United World Chart \| +2.317.000 \| \| [87][88] \| | Note - reprezintă „disc de aur”; - reprezintă „disc de platină”; |             |               |
| Țara/ clasament | Vânzări/ puncte                                                  | Certificare | Referințe     |
| Australia | +35.000                                                          |             | [ 58 ]        |
| United World Chart | +2.317.000                                                       |             | [ 87 ] [ 88 ] |